# 艾哈迈德·萨拉赫
艾哈迈德·萨拉赫（英語：Ahmed Salah，1990年9月30日—），埃及男子羽毛球運動員。

## 簡歷
2015年9月，艾哈迈德·萨拉赫出戰埃塞俄比亞羽毛球國際賽，與门纳·埃尔坦纳尼合作赢得混合雙打比賽冠軍。
2017年8月，萨拉赫參加蘇格蘭格拉斯哥舉行的世界羽毛球錦標賽，出戰男子單打項目和混合双打項目。在男单方面，首圈就以0比2（15-21、11-21）不敵12號種子、香港的黃永棋出局。
而在混双方面，他和门纳·埃尔坦纳尼再次出战，首圈以0比2 （9-21、11-21）不敌中華台北组合的曾敏豪/胡綾芳，48强止步。

## 主要比賽成績
只列出曾進入準決賽的國際賽事成績：
| 年份   | 賽事                         | 公開賽級別 | 項目     | 搭檔                          | 成績   |
| ------ | ---------------------------- | ---------- | -------- | ----------------------------- | ------ |
| 2015年 | 埃塞俄比亞羽毛球國際賽       | 國際系列賽 | 混合雙打 | 门纳·埃尔坦纳尼               | 冠軍   |
| 2015年 | 埃及羽毛球國際賽             | 未來系列賽 | 男子雙打 | 阿卜杜勒拉赫曼·阿卜杜勒哈基姆 | 準決賽 |
| 2015年 | 埃及羽毛球國際賽             | 未來系列賽 | 混合雙打 | 门纳·埃尔坦纳尼               | 冠軍   |
| 2015年 | 巴林羽毛球國際系列賽         | 國際系列賽 | 混合雙打 | 门纳·埃尔坦纳尼               | 準決賽 |
| 2016年 | 埃塞俄比亞羽毛球國際賽       | 國際系列賽 | 混合雙打 | 门纳·埃尔坦纳尼               | 冠軍   |
| 2016年 | 埃及羽毛球國際賽             | 國際系列賽 | 男子單打 | －                            | 準決賽 |
| 2016年 | 埃及羽毛球國際賽             | 國際系列賽 | 混合雙打 | 门纳·埃尔坦纳尼               | 冠軍   |
| 2016年 | 贊比亞羽毛球國際賽           | 國際系列賽 | 男子雙打 | 阿卜杜勒拉赫曼·阿卜杜勒哈基姆 | 亞軍   |
| 2016年 | 贊比亞羽毛球國際賽           | 國際系列賽 | 混合雙打 | 门纳·埃尔坦纳尼               | 冠軍   |
| 2016年 | 南非羽毛球國際賽             | 國際系列賽 | 男子雙打 | 阿卜杜勒拉赫曼·阿卜杜勒哈基姆 | 冠軍   |
| 2016年 | 南非羽毛球國際賽             | 國際系列賽 | 混合雙打 | 门纳·埃尔坦纳尼               | 準決賽 |
| 2017年 | 烏干達羽毛球國際賽           | 國際系列賽 | 混合雙打 | 门纳·埃尔坦纳尼               | 亞軍   |
| 2017年 | 非洲羽毛球錦標賽             | 其他       | 混合團體 | －                            | 冠軍   |
| 2017年 | 非洲羽毛球錦標賽             | 其他       | 男子單打 | －                            | 亞軍   |
| 2017年 | 非洲羽毛球錦標賽             | 其他       | 混合雙打 | 门纳·埃尔坦纳尼               | 季軍   |
| 2017年 | 拉各斯羽毛球國際挑戰賽       | 國際挑戰賽 | 男子雙打 | 阿卜杜勒拉赫曼·阿卜杜勒哈基姆 | 準決賽 |
| 2017年 | 拉各斯羽毛球國際挑戰賽       | 國際挑戰賽 | 混合雙打 | 门纳·埃尔坦纳尼               | 準決賽 |
| 2017年 | 埃塞俄比亞羽毛球國際賽       | 國際系列賽 | 男子雙打 | 阿卜杜勒拉赫曼·阿卜杜勒哈基姆 | 準決賽 |
| 2017年 | 埃及羽毛球國際賽             | 國際系列賽 | 混合雙打 | 门纳·埃尔坦纳尼               | 亞軍   |
| 2018年 | 非洲羽毛球錦標賽             | 其他       | 男子雙打 | 阿卜杜勒拉赫曼·阿卜杜勒哈基姆 | 季軍   |
| 2018年 | 非洲羽毛球錦標賽             | 其他       | 混合雙打 | 哈迪亚·胡斯尼                 | 季軍   |
| 2018年 | 喀麥隆羽毛球國際賽           | 國際系列賽 | 混合雙打 | 哈迪亚·胡斯尼                 | 亞軍   |
| 2018年 | 埃及羽毛球國際賽             | 國際系列賽 | 男子雙打 | 阿卜杜勒拉赫曼·阿卜杜勒哈基姆 | 準決賽 |
| 2018年 | 埃及羽毛球國際賽             | 國際系列賽 | 混合雙打 | 哈迪亚·胡斯尼                 | 準決賽 |
| 2019年 | 烏干達羽毛球國際賽           | 國際系列賽 | 男子雙打 | Siddharth                     | 亞軍   |
| 2019年 | 烏干達羽毛球國際賽           | 國際系列賽 | 混合雙打 | 哈迪亚·胡斯尼                 | 準決賽 |
| 2019年 | 肯亞羽毛球國際賽             | 未來系列賽 | 男子雙打 | Siddharth                     | 準決賽 |
| 2019年 | 肯亞羽毛球國際賽             | 未來系列賽 | 混合雙打 | 哈迪亚·胡斯尼                 | 亞軍   |
| 2019年 | 全非羽毛球錦標賽             | 其他       | 男子雙打 | 阿卜杜勒拉赫曼·阿卜杜勒哈基姆 | 季軍   |
| 2019年 | 全非羽毛球錦標賽             | 其他       | 混合雙打 | 哈迪亚·胡斯尼                 | 季軍   |
| 2019年 | 毛里裘斯羽毛球國際賽         | 國際系列賽 | 男子雙打 | 阿德姆·哈特姆·埃尔格姆        | 亞軍   |
| 2019年 | 貝寧羽毛球國際賽             | 國際系列賽 | 混合雙打 | 哈迪亚·胡斯尼                 | 準決賽 |
| 2019年 | 科特迪瓦羽毛球國際賽         | 國際系列賽 | 男子雙打 | 阿德姆·哈特姆·埃尔格姆        | 冠軍   |
| 2019年 | 科特迪瓦羽毛球國際賽         | 國際系列賽 | 混合雙打 | 哈迪亚·胡斯尼                 | 亞軍   |
| 2019年 | 非洲運動會羽毛球比賽         | 其他       | 混合團體 | －                            | 銅牌   |
| 2019年 | 非洲運動會羽毛球比賽         | 其他       | 男子雙打 | 阿德姆·哈特姆·埃爾格姆        | 銅牌   |
| 2019年 | 埃及羽毛球國際賽             | 國際系列賽 | 男子雙打 | 阿德姆·哈特姆·埃尔格姆        | 準決賽 |
| 2019年 | 阿爾及利亞羽毛球國際賽       | 國際系列賽 | 混合雙打 | 哈迪亞·胡斯尼                 | 準決賽 |
| 2019年 | 喀麥隆羽毛球國際賽           | 國際系列賽 | 男子雙打 | 阿德姆·哈特姆·埃尔格姆        | 亞軍   |
| 2019年 | 喀麥隆羽毛球國際賽           | 國際系列賽 | 混合雙打 | 哈迪亞·胡斯尼                 | 亞軍   |
| 2019年 | 尚比亞羽毛球國際賽           | 未來系列賽 | 男子雙打 | 阿德姆·哈特姆·埃尔格姆        | 冠軍   |
| 2019年 | 尚比亞羽毛球國際賽           | 未來系列賽 | 混合雙打 | 哈迪亞·胡斯尼                 | 亞軍   |
| 2019年 | 南非羽毛球國際賽             | 未來系列賽 | 男子雙打 | 阿德姆·哈特姆·埃尔格姆        | 準決賽 |
| 2019年 | 南非羽毛球國際賽             | 未來系列賽 | 混合雙打 | 哈迪亚·胡斯尼                 | 準決賽 |
| 2020年 | 全非洲羽毛球男女子團體錦標賽 | 其他       | 男子團體 | －                            | 季軍   |
| 2020年 | 全非羽毛球錦標賽             | 其他       | 混合雙打 | 哈迪亞·胡斯尼                 | 季軍   |
| 2021年 | 全非羽毛球錦標賽             | 其他       | 混合團體 | －                            | 冠軍   |
| 2021年 | 全非羽毛球錦標賽             | 其他       | 男子單打 | －                            | 亞軍   |
| 2021年 | 全非羽毛球錦標賽             | 其他       | 男子雙打 | 阿卜杜勒拉赫曼·阿卜杜勒哈基姆 | 亞軍   |
| 2022年 | 全非洲羽毛球男女子團體錦標賽 | 其他       | 男子團體 | －                            | 亞軍   |
| 2022年 | 全非羽毛球錦標賽             | 其他       | 男子雙打 | 阿德姆·哈特姆·埃尔格姆        | 亞軍   |
| 2022年 | 埃及羽毛球國際賽             | 國際系列賽 | 男子雙打 | 阿德姆·哈特姆·埃尔格姆        | 準決賽 |
| 2023年 | 全非羽毛球錦標賽             | 其他       | 混合團體 | －                            | 冠軍   |
| 2024年 | 全非洲羽毛球男女子團體錦標賽 | 其他       | 男子團體 | －                            | 季軍   |
| 2024年 | 非洲運動會羽毛球比賽         | 其他       | 男子雙打 | 阿德姆·哈特姆·埃尔格姆        | 銅牌   |

| 2007-2017年 | 首要超級賽 | 超級賽 | 黃金大獎賽 | 大獎賽 | 國際挑戰賽 | 國際系列賽 | 未來系列賽 | 其他 |

| 2018-2026年 | 總決賽 | 超級1000賽 | 超級750賽 | 超級500賽 | 超級300賽 | 超級100賽 | 國際挑戰賽 | 國際系列賽 | 未來系列賽 | 其他 |

### 奧運會和世錦賽參賽紀錄
|          | 搭檔                   | 2017 | 2018 | 2022 |
| -------- | ---------------------- | ---- | ---- | ---- |
| 男子單打 | －                     | 64強 | －   | －   |
|          |                        |      |      |      |
| 男子雙打 | A·阿卜杜勒哈基姆       | －   | 64強 | －   |
| 男子雙打 | 阿德姆·哈特姆·埃尔格姆 | －   | －   | 64強 |
|          |                        |      |      |      |
| 混合雙打 | 门纳·埃尔坦纳尼        | 64強 | －   | －   |